# Erlaucht
Erlaucht ist die förmliche Anrede für die Häupter mediatisierter reichsgräflicher Geschlechter.

Erlauchtkrone

## Etymologie
Das Wort ist ein mittelhochdeutsches Partizip zu erleuchten und als solches Lehnübersetzung für lateinisch illustris; entsprechend durchlaucht(igst) für perillustris. Die französische Entsprechung heißt Altesse illustrissime, die englische illustrious Highness.

## Anrede

### Allgemein
Seit dem Mittelalter wurden souveräne Fürsten, vor allem Monarchen, in brieflichen Anschreiben und Urkunden als „erlaucht“ (adjektivisch) bezeichnet. Als mit Beginn der Neuzeit auch das Titelwesen mehr und mehr rationalisiert wurde, kam dagegen die Form „Durchlaucht“, auch in superlativischer Form („durchlauchtigst“), in Mode, während „erlaucht“ aus dem offiziellen Sprachgebrauch gegenüber Monarchen, Herzögen und Fürsten sukzessive verschwand. Das Wort „Erlaucht“ wird, anders als „Durchlaucht“, auf der zweiten Silbe betont.

### Deutschland
Im deutschen Sprachgebiet war „Erlaucht“ seit der Frühen Neuzeit das Prädikat für Grafen aus dem (regierenden) Hochadel, während solche aus dem Niederadel mit „Hochgeboren“ angeredet wurden. Im Deutschen Bund wurde den Häuptern der ehemals regierenden, bis 1806 aber mediatisierten gräflichen Häuser (Standesherren) – den so genannten „regierenden Grafen“ – per Bundesbeschluss von 1829 das Prädikat „Erlaucht“ zugestanden. Inoffiziell wurden so indessen in der Regel auch die nachgeborenen Angehörigen dieser Familien angeredet.

## Hochadel mit dem Prädikat Erlaucht

### Standesherren nach folgenden Quellen
"BB":   Staatsacten für Geschichte und Öffentliches Recht des Deutschen Bundes, Zweiter Theil, 2. Auflage Frankfurt am Main 1833,    LXXX´, S. 347, Bundesbeschluss über die Courtoisie für die mediatisierten Grafen, vom 13. Februar 1829, III. Sitzung, § 20, publiziert durch die VII. Sitzung § 2 vom 12. März 1829. Digitalisat.
„1869“: NN, Verzeichniss (sic) der deutschen Standesherren, o. O. 1869. Digitalisat
„HK 1917“:  Gothaischer Genealogischer Hof-Kalender...1917, Gotha (Perthes), Zweite Abteilung
„KB 1841“:  Kritische Jahrbücher für deutsche Rechtswissenschaft, 5. Jg., 9. Bd., Leipzig 1841, S. 1070 mit Kritik an den gesetzlichen Entscheidungen der Bundesbeschlüsse vom 18. August 1825 und vom 13. Februar 1829 darüber, „welche mediatisierten oder standesherrlichen Geschlechter dem Hohen Adel beizuzählen sind“. Sie „nennen zwar solche reichsgräflichen Familien, die zur Zeit des deutschen Reiches nicht unbestritten zum hohen Adel gezählt wurden, wie die Reichsgrafen von Pappenheim. von Pückler und ins-besondere von Schlitz gen. von Görtz, nicht aber die von Bentinck, obgleich die letztern zur Zeit des deutschen Reiches, wie noch jetzt, umfassendere Rechte besaßen als jene“. Digitalisat.
- Grafen von Bentinck – nicht bei BB (vgl. Quelle KB 1841); wohl aber in 1869, obwohl angebl. 1854 an Oldenburg, und in HK 1917
- Grafen von Bernau-Gutburg – in keiner der ersten drei Quellen
- Grafen zu Castell-Castell – in den drei ersten Quellen
- Grafen zu Castell-Rüdenhausen – nicht in BB, wohl aber in 1869 und HK1917
- Grafen zu Erbach-Erbach – in den drei ersten Quellen
- Grafen zu Erbach-Fürstenau – nur in 1869 und HK 1917
- Grafen zu Erbach-Schönberg – nur in 1869 und HK 1917
- Grafen von Fugger-Babenhausen – in 1869 bei den Fürsten
- Grafen von Fugger-Glött – in den ersten drei Quellen
- Grafen von Fugger-Kirchberg-Weissenhorn – in den ersten drei Quellen
- Grafen von Fugger-Kirchberg-Hohenegg – nur in 1869
- Grafen von Fugger-Nordendorf – nur bei BB
- Grafen von Fugger-Kirchheim – nur bei BB
- Grafen zu Giech – in den ersten drei Quellen
- Grafen von Grävenitz – in keiner der ersten drei Quellen, Reichsstandschaft bestand nur von 1728 bis 1732 wegen Welzheim, das Eberhard Ludwig Herzog von Württemberg in letzterem Jahr als erledigtes Lehen einzog und in ein Kammerei-Oberamt verwandelte (so bis 1807)
- Grafen von Harrach – in den ersten drei Quellen
- Grafen von Hartig – in keiner der drei Quellen
- Grafen von Isenburg-Büdingen – in 1869 bei den Fürsten (Bruno)
- Grafen von Isenburg-Büdingen – in 1869 bei den Fürsten (Ferdinand)
- Grafen von Isenburg-Birstein – in 1869 bei den Fürsten
- Grafen von Isenburg-Büdingen – in den ersten drei Quellen
- Grafen von Isenburg-Meerholz – nur bei BB
- Grafen von Isenburg-Philippseich – in den ersten drei Quellen
- Grafen von Isenburg-Wächtersbach – nur BB
- Grafen von Khevenhüller – nicht in BB, bei 1869 in der Abteilung „Fürsten“
- Grafen von Königsegg-Aulendorf – sowie in HK 1917
- Grafen von Kuefstein – in den ersten drei Quellen
- Grafen von Leiningen-Neudenau – 1869 und HK 1917
- Grafen von Leiningen-Billigheim – nur 1869
- Grafen von Leiningen-Amorbach – 1869 und HK 1917
- Grafen von Limburg-Stirum – nicht in den obigen Quellen
- Grafen von Lobkowicz – 1869 und HK 1917
- Grafen von Neipperg – in den ersten drei Quellen
- Grafen zu Ortenburg – in den ersten drei Quellen
- Grafen von Orsini und Rosenberg – siehe Rosenberg
- Grafen von Pappenheim – in allen obigen Quellen
- Grafen von Platen zu Hallermund – in den ersten drei Quellen
- Grafen von Pückler-Limpurg – in den ersten drei Quellen
- Grafen von Plettenberg-Mietingen – nur in BB
- Grafen von Quadt-Wykradt-Isny – in den ersten drei Quellen
- Grafen von Rechberg-Rothenlöwen – in den ersten drei Quellen
- Grafen von Reuter – in keiner der Quellen
- Grafen von Rosenberg (Orsini-Rosenberg) – nicht in BB, wohl aber 1869 in der Abteilung Fürsten und HK 1917
- Grafen von Schaesberg-Thannheim – in den ersten drei Quellen
- Grafen von Schlitz gen. Goertz – in den ersten drei Quellen, obwohl als Mitglied der Reichsritterschaft Franken kein Reichsstand und 1806 zu Hessen
- Grafen von Schönborn-Buchheim – in den ersten drei Quellen
- Grafen von Schönborn-Wiesentheid – in den ersten drei Quellen
- Grafen von Schönburg (unspezifiziert) – BB
- Grafen von Schönburg-Hartenstein – 1869 unter den Fürsten
- Grafen von Schönburg-Waldenburg – 1869 unter den Fürsten
- Grafen von Schönburg-Glauchau – 1869 und HK 1917
- Grafen von Schönburg-Wechselburg – 1869 und HK 1917
- Grafen zu Solms-Laubach – in den ersten drei Quellen
- Grafen zu Solms-Rödelheim – in den ersten drei Quellen
- Grafen zu Solms-Wildenfels – in den ersten drei Quellen
- Grafen zu Solms-Braunfels – in 1869 bei den Fürsten
- Grafen zu Solms-Hohensolms-Lich – in 1869 bei den Fürsten
- Grafen von Stadion-Thannhausen – in den ersten drei Quellen
- Grafen von Stadion-Warthausen – in den ersten drei Quellen
- Grafen von Sternberg-Manderscheid – nur bei BB
- Grafen zu Stolberg-Stolberg – in den ersten drei Quellen
- Grafen zu Stolberg-Gedern – BB
- Grafen zu Stolberg-Ortenberg – BB
- Grafen zu Stolberg-Rossla – in den ersten drei Quellen
- Grafen zu Stolberg-Wernigerode – in den ersten drei Quellen
- Grafen von Toerring-Guttenzell – nicht in 1869, wohl aber in HK 1917 (seit 1888 Rechtsnachfolge bei Toerring-Jettenbach)
- Grafen von Ulrichstein – in den ersten drei Quellen
- Grafen Waldbott von Bassenheim – in den ersten drei Quellen
- Grafen Waldeck-Limpurg – nach HK 1917 unter Bentinck
- Grafen von Waldeck-Pyrmont – nur in BB und 1869
- Grafen von Wurmbrand-Stuppach – in den ersten drei Quellen
- Grafen von Ysenburg – siehe Isenburg

### Regierende Fürsten im Deutschen Reich
Im Deutschen Reich beanspruchte der Grafregent von Lippe-Detmold, Graf Ernst zur Lippe-Biesterfeld, nach der umstrittenen Übernahme der Regentschaft 1897 für sich und seine Familie ebenfalls das Prädikat „Erlaucht“. Außerdem wurden alle gräflichen Nachgeborenen der Fürstenhäuser  von Waldeck-Pyrmont (†), Waldburg, Khevenhüller, Colloredo, Quadt, Starhemberg, Castell, Erbach, Fugger, Salm, Solms, Stolberg, Schönburg, Trauttmansdorff als „gefürstete Grafen“ mit Erlaucht angeredet.

### Heutiger Gebrauch
Nach dem Wegfall von Standesvorrechten und der Umwandlung vormaliger Adelstitel in Namensbestandteile durch die Weimarer Reichsverfassung von 1919 werden Anreden wie „Erlaucht“ oder  „Durchlaucht“ mündlich eher selten verwendet, jedoch ist die schriftliche Adressierung von Briefen oder Einladungskarten an S.E. (Seine Erlaucht) oder I.E. (Ihre Erlaucht) oder I.I.E.E. (Ihre Erlauchten) im gesellschaftlichen Verkehr hochadeliger Familien als Höflichkeitsform üblich geblieben.